# عمرو سينغ
عمرو سينغ (بالإنجليزية: Amr Singh)‏ هو مخرج جنوب أفريقي، ولد في 26 أبريل 1985 في كيب تاون في جنوب أفريقيا.

## روابط خارجية
- عمرو سينغ على موقع IMDb (الإنجليزية)